# Elena Kiesling
Elena Kiesling (Siegen, 28 de junio de 1982) es una jugadora y entrenadora de voleibol alemana.

## Carrera

### Carrera como jugadora

#### Voleibol de interior
Kiesling comenzó su carrera en interiores con el TV Jahn de Siegen. Luego jugó para TV Wetzlar, VC Schwerte y SCU Emlichheim antes de irse a los EE. UU. y participar activamente en el equipo de la Universidad de San Diego. Después de su regreso, Kiesling llegó al USC Braunschweig y 1. VC Wiesbaden. De 2006 a 2014 fue jugadora-entrenadora del TG Bad Soden y llevó al club desde la liga regional hasta la segunda división.

#### Voleibol de playa
Kiesling completó sus primeros torneos nacionales de voleibol de playa en 2003. Cambiando de pareja, participó en varios torneos alemanes en los años siguientes. En 2012 y 2013 formó dúo con Jessica Gutermann en la gira nacional, con quien terminó 13.° en el Campeonato de Alemania de 2013. Con Jana Köhler llegó a la final de la Supercopa en Münster en el mismo año y ganó el torneo Challenger de la Federación Internacional de Voleibol (FIVB) en Seúl en su primera aparición internacional. Desde que la subcampeona mundial Britta Büthe se lesionó, Kiesling jugó con su compañera Karla Borger en el Campeonato Europeo en Klagenfurt y terminó novena. De 2014 a 2017, la joven jugadora Leonie Klinke fue su pareja habitual. En el Smart Beach Tour alemán, Kiesling terminó tercera con Chantal Laboureur en Sankt Peter-Ording y Dresde y celebró la victoria del torneo con Laura Ludwig en Kühlungsborn y con Köhler en Núremberg. En el campeonato alemán, el dúo Kiesling/Laboureur terminó noveno. En 2015, Kiesling pudo repetir su victoria en el torneo Smart Super Cup en Kühlungsborn, esta vez junto a Melanie Gernert.
Gernert y Kiesling formaron un equipo permanente en el Techniker Beach Tour (anteriormente Smart Beach Tour) de 2018. Ganaron en Düsseldorf y terminaron segundas en Sankt Peter-Ording y Zinnowitz. En el campeonato alemán, fueron eliminadas en cuartos de final por Mersmann/Tillmann. En el Techniker Beach Tour 2019, ganaron el torneo en Düsseldorf y quedaron segundas en Núremberg. En el campeonato alemán perdieron en octavos de final contra Kozuch/Ludwig.

### Carrera como entrenadora
Después de trabajar como entrenadora de jugadores en TG Bad Soden, Kiesling fue entrenadora (en las modalidades de salón y playa) en la base federal de Stuttgart de 2014 a 2018. Luego entrenó al equipo de voleibol de playa del Lohhof Armin Dollinger/Simon Kulzer y trabajó como entrenadora de atletismo para WWK Volleys Herrsching y Lohhof. Ha sido la entrenadora en jefe de la segunda división femenina de Lohhof desde 2020. También fundó la empresa «Perform Ready» con Liane Weber y ofrece talleres y entrenamiento en el deporte y en el mundo empresarial.